# Steaming
Steaming est un film britannique réalisé par Joseph Losey en 1984 et sorti en 1985.

## Synopsis
Les conversations intimes et les problèmes quotidiens d'un groupe de femmes fréquentant régulièrement un bain turc dans un quartier populaire de Londres. 

## Fiche technique
- Titre du film : Steaming
- Réalisation : Joseph Losey
- Scénario : Patricia Losey, d'après la pièce de Nell Dunn
- Photographie : Christopher Challis - Couleurs
- Musique : Richard Harvey
- Chef décorateur : Maurice Fowler
- Directeur artistique : Michael Pickwood
- Assistant réalisateur : Jake Wright
- Production : Paul Mills/World Film Services
- Durée : 96 min.
- Pays de production :  Royaume-Uni
- Sortie en France : Festival de Cannes 1985
- Genre : Comédie dramatique

## Distribution artistique
- Vanessa Redgrave : Nancy
- Sarah Miles : Sarah
- Diana Dors : Violet
- Brenda Bruce : Mrs. Meadows
- Felicity Dean : Dawn
- Sally Sagoe : Celia

## Commentaire
- L'action de Steaming, œuvre ultime de Joseph Losey, se déroule entièrement à l'intérieur de bains turcs. « Ce huis clos entre femmes - dans lequel le sexe masculin n'a guère le droit d'entrer - rappelle Frontière chinoise (Seven Women), dernier film également de John Ford, sorti en 1966, où un groupe de femmes se trouve dans une mission frontalière coupée du monde. » (Penny Starfield, Losey et les femmes dans "Steaming", in : L'univers de Joseph Losey, Corlet-Télérama).
- Toutefois, si John Ford traite aussi de l'univers féminin, le drame de son film se situe dans le conflit entre des femmes et des assaillants indigènes. Steaming pourrait plutôt être rapproché de Femmes (1939) de George Cukor où, dans l'ambiance d'un institut de beauté, des femmes en instance de divorce conversent de leur vie de couple et surtout de leurs hommes. « Cependant, leurs soins ne sont que superficiels, faits pour restaurer la beauté extérieure. A contrario, les bains de vapeur pénètrent jusqu'au for intérieur des femmes de Steaming, permettant une dépuration physique et psychologique. » (Penny Starfield, op.cité)
- Le milieu fermé des bains peut, à nouveau, susciter l'impression de retrouver dans Steaming l'enfermement caractéristique d'une partie de l'œuvre de Joseph Losey. Mais le film décrit surtout une sortie positive d'un contexte étouffant, celui de la vie quotidienne dans une grande cité. Les bains sont ici une échappée vers un havre de paix et de méditation. « Ces bains vétustes présentent l'endroit idéal, un énorme théâtre à explorer, un peu comme la gare désaffectée d'Orsay dont Orson Welles se servait pour le décor de The Trial (Le Procès, 1962). » (P. Starfield, ibid.)
- De surcroît, l'enfermement est annihilé par « un dépaysement de temps et de lieu. Il y a une volonté de déstabiliser l'ordonnance, de jouer avec la temporalité, qui fait que le spectateur ne se rend pas compte des journées, des mois, du temps qui passe. (...) Aller aux bains, c'est entrer dans l'atemporalité. » (P. Starfield).
- Le titre du film, inspiré d'une pièce à succès de Nell Dunn, offre un réseau de significations multiples et complémentaires : les héroïnes du film « à travers leurs conversations, laissent transparaître la fomentation d'une colère retenue (steaming), mais elles parviennent aussi à se défouler (let off steam) de leur colère, de leurs fantasmes (qui sont parfois steamy, c'est-à-dire érotique) et de leurs frustrations. » (P. Starfield, op.cité)
- Steaming est donc le contraire d'un film testamentaire ou d'un chant du cygne. « On ressent un bouillonnement. (...) L'œuvre de Losey est toujours "en progrès" (work in progress, selon la formule anglaise), reflet d'une lutte continue, insistante, véritable "revanche sur la vie" (...) » (P. Starfield). « Un grand film tout à la fois sensuel et pudique. » (in : Dictionnaire mondial des films, sous la direction de Bernard Rapp et Jean-Claude Lamy, Éditions Larousse).

## Steaming: les indications de Joseph Losey
- Voici un extrait des notes adressées par Joseph Losey aux acteurs et à l'équipe technique chargée de tourner le film : « Steaming, dans l'adaptation qu'en ont faite ma femme, Nell Dunn (et moi-même dans une certaine mesure), a peu de rapport avec mes autres films. (...) Ce film parle d'un abri ou d'un refuge, d'une enclave pour des habituées des bains turcs à Londres. Pas de monde extérieur, si ce n'est le temps qu'il fait. Pas d'homme, si ce n'est, brièvement, l'employé de l'entretien. Le regard, c'est celui de la caméra et le mien... Je souhaite que le film soit beau et que l'endroit aussi minable qu'il semble, soit élégant et, en un sens, nostalgique. » (18/02/1984, d'après postface de Patricia Losey in : Entretiens Kazan-Losey avec Michel Ciment).